# Lago Alplersee
O Lago Alplersee é um lago localizado nas encostas da Montanha Rophaien, perto Riemenstalden e Sisikon no cantão de Uri, na Suíça. 
Este lago encontra-se a 1.506 m acima do nível do mar.